# Affi
Affi ist eine italienische Gemeinde (comune) mit 2443 Einwohnern (Stand 31. Dezember 2023) in der Provinz Verona, Region Venetien.

## Etymologie
Der Ortsname leitet sich wahrscheinlich aus einem Anthroponym aus der Römerzeit ab, wie es auch in vielen anderen Gemeinden der Provinz Verona der Fall ist. Es könnte sich laut Dante Olivieri um eine Ableitung aus Affius handeln, dem Namen eines ehemaligen römischen Legionärs. Nach Giovan Battista Pellegrini ist der Name dagegen germanischen Ursprungs und leitet sich aus dem gotischen Personennamen Affa ab, in der älteren deutschsprachigen Literatur auch in der Schreibweise Affy.

## Geographie
Die Gemeinde Affi liegt etwa 20 km nordwestlich von Verona zwischen dem Gardasee im Westen und der Etsch im Osten, an den östlichen Ausläufern des Monte Moscal (427 m s.l.m.). Letzterer besteht aus Sedimentgestein aus dem Miozän, das ältere Schichten aus dem Oligozän überlagert. Der Monte Moscal unterscheidet sich damit geologisch von der Umgebung, die fast ausschließlich dem jüngeren Quartär zugeordnet werden kann. Durch Affi fließt der Torrente Tasso, ein rechter Nebenfluss der Etsch.
Affi grenzt an die Gemeinden Bardolino, Cavaion Veronese, Costermano und Rivoli Veronese. Zum Gemeindegebiet gehören noch die Fraktionen Incaffi und Ca Orsa.

## Geschichte
Die Gegend um Affi war in der Mittelsteinzeit mit dem Monte Moscal einer der Ausgangspunkte für die Besiedlung der Ostalpen im Einzugsgebiet der Etsch. Über 130 Fundplätze entlang der Achse Monte Moscal, Monte Baldo, Monte Stivo und Monte Bondone belegen dies. Aus der mittleren Bronzezeit stammen die Reste einer Siedlung beim Ortsteil Incaffi, an deren Stelle später auch die Römer siedelten. Die Grabungsfunde der Siedlung sind im archäologischen Museum von Cavaion Veronese ausgestellt.
Auf dem Monte Moscal und anderen Erhebung der Umgebung wurden Spuren von Wallburgen gefunden, die um das 1. Jahrhundert v. Chr. entstanden sind. 183 v. Chr. begann mit der römischen Besetzung des Voralpenraums die römische Epoche in Affi. Die Römer errichteten in der Umgebung Villen und Landgüter und bauten vor allem Wein und Oliven an. Eine römische Siedlung im engeren Sinne entstand nicht. Mit dem Ende des Römischen Reiches und dem Beginn der Völkerwanderungszeit wurden Villen und Landgüter aufgegeben und verfielen. Den Römern folgten die Ostgoten, die Langobarden und ab 825 die Franken.
899 ließ Berengar I. zum Schutz vor den Ungarneinfällen einen Turm und eine Festung auf dem Monte Moscal errichten. Ab dem 11. Jahrhundert unterstand das Gebiet mit einem Kloster in Incaffi der Veroneser Abtei San Zeno Maggiore. Das von einem Prior geleitete Land, der es gegen die Entrichtung des Zehnten an Bauern verpachtete, wurde nach einer auf dem Monte Moscal erbauten Burg, als Castelnuovo dell’Abate bezeichnet. Während der Romfahrten der Römisch-deutschen Kaiser wurde das an der Via Imperii liegende Gebiet zwischen der Mitte des 10. und der Mitte des 13. Jahrhunderts immer wieder verwüstet.
Zwischen dem Ende des 12. und der Mitte des 13. Jahrhunderts bildete sich mit dem nachlassenden Einfluss der Abtei schrittweise die Gemeinde Castelnuovo dell’Abate heraus. Am 26. März 1215 überließ die Abtei San Zeno Maggiore das Land gegen die Entrichtung des Zehnten den Bewohnern. 1260 wurde ein erstes Gemeindestatut schriftlich festgehalten.
Im Jahr 1300 fiel Affi unter die Signoria der Scaliger. Nach dem Ende der Scaligerherrschaft gelangte der Ort für einige Jahrzehnte an die Visconti, bis er 1405 Teil der Republik Venedig wurde. Die Serenissima löste Affi für einige Jahre aus dem Vikariat San Zeno aus und gliederte es dem Vikariat Lazise an. 1430 wurde dies wieder rückgängig gemacht und Affi sollte bis zum 18. Jahrhundert der San Zeno angehören. Die venezianische Herrschaft war zu Beginn des 16. Jahrhunderts vom Großen Venezianerkrieg geprägt. Danach war die Epoche durch Frieden und Wohlstand gekennzeichnet. Lediglich die Pestepidemie von 1630 und der Spanische Erbfolgekrieg zu Beginn des 18. Jahrhunderts stellten unruhige Einschnitte dar. Im 18. Jahrhundert wurden vom venezianischen Adel mehrere Landvillen in Affi errichtet, darunter die Villa Poggi von den Grafen Da Persico.
Im Januar 1797 schlugen die französischen Truppen vor der Schlacht von Rivoli ihr Lager in Affi auf. Auch Napoleon Bonaparte quartierte sich im Ort ein. Die Franzosen hielten den Einwohnern vor, mit den österreichischen Truppen unter Franz Xaver Joseph de Lusignan kollaboriert zu haben, weshalb die französischen Generäle Joubert und Victor drohten den Ort dem Erdboden gleichzumachen. Erst durch die Intervention des Grafen Pietro Da Persico konnten die Franzosen von ihrem Vorhaben abgehalten werden. Nach den wechselvollen Jahren der napoleonischen Epoche, während deren Affi zeitweise an Bardolino und zeitweise an Lazise angeschlossen wurde, wurde Affi zusammen mit Incaffi 1818 unter den Habsburgern wieder zu einer selbstständigen Gemeinde.  Während der italienischen Unabhängigkeitskriege zogen zahlreiche Truppen durch den Ort. Nach dem Dritten Italienischen Unabhängigkeitskrieg sprach sich der Großteil der Bevölkerung im Plebiszit vom Oktober 1866 für einen Anschluss an das Königreich Italien aus.
1889 erhielt Affi mit der Eröffnung der Eisenbahnstrecke Verona-Caprino Veronese einen Eisenbahnanschluss, der 1904 mit der Eröffnung der Nebenlinie Affi-Garda noch erweitert wurde. Im Ersten Weltkrieg richtete die italienische Armee Verteidigungsstellungen auf dem Monte Moscal ein. In der Endphase des Zweiten Weltkrieges wurden Ende März 1945 vier Fahnenflüchtige des Republikanischen Nationalheeres bei Incaffi von Angehörigen der Schwarzen Brigaden standrechtlich erschossen.
Während des Kalten Krieges war in den 1960er Jahren im Monte Moscal eine unterirdische Führungsanlage der NATO mit Decknamen West Star in Betrieb genommen worden. Der 13.000 m² große Atombunker wurde 2007 endgültig stillgelegt. Im Zuge der Eröffnung der Brennerautobahn A22 1970 und des anschließenden Baues der Schnellstraße Affi – Peschiera del Garda wuchs die Gemeinde schnell an. Die Eisenbahnlinie war 1956 stillgelegt worden. 1989 wurde in unmittelbarer Nähe der Autobahnausfahrt Affi – Lago di Garda Sud ein Gewerbegebiet errichtet, dem ein Einkaufszentrum in den 1990er Jahren folgte.

## Verkehr
Affi verfügt mit der Autobahnausfahrt „Affi – Lago di Garda Sud“ über eine direkte Anschlussstelle der Brennerautobahn A 22. Des Weiteren endet in Affi die vierspurig ausgebaute Regionalstraße SR 450, ehemals SS 450 „di Affi“. Über die Provinzstraßen SP 9 „di Costabella“ und SP 8 „del Baldo“ ist die Gemeinde Affi mit der SS 249 „Gardesana Orientale“ am Ostufer des Gardasees verbunden. Es besteht zudem über die SP 29B „di San Peretto“ und SP 11 „della Val d’Adige“ eine Verbindung zur östlich gelegenen Brennerstaatsstraße SS 12.

## Persönlichkeiten
- Girolamo Fracastoro (1476–1553), Arzt, Astronom und Literat der Renaissance, hatte seinen Landsitz in Incaffi, auf dem er im Jahre 1553 starb.
- Elena Da Persico (1869–1948), Politikerin und Journalistin
- Andrea Benvenuti (* 1969), Leichtathlet

## Sehenswürdigkeiten
- Pfarrkirche San Pietro in Vincoli aus dem 18. Jahrhundert. Auf einem erstmals im 12. Jahrhundert urkundlich erwähnten Vorgängerbau errichtet.
- Villa Poggi, von den Grafen De Persico im 17. Jahrhundert in einen Landsitz verwandelt. Umgeben von einem 11 ha großen italienischen Garten.
- Villa Elena Da Persico, zweite im 18. Jahrhundert errichtete Landvilla der Grafen De Persico. Benannt nach der ehemaligen Bewohnerin Elena De Persico.
- Castello im Ortsteil Incaffi an der Südseite des Monte Moscal. Möglicherweise um das Jahr 1000 errichtete Burg, die im Laufe der Jahrhunderte in ein Herrenhaus umgewandelt wurde.
- Villa Fracastoro bei Incaffi. Nach ihrem berühmtesten Bewohner, Girolamo Fracastori, benannt.
- Sant’Andrea di Incaffi. Ehemals der Veroneser Abtei San Zeno Maggiore unterstehender Komplex mit Kirche und Gebäuden. Erstmals im 11. Jahrhundert erwähnt.
- San Bartolomeo im Ortsteil Ca Orsa. Im 15. Jahrhundert errichtete Kirche mit Resten eines Freskenzyklus.[13]

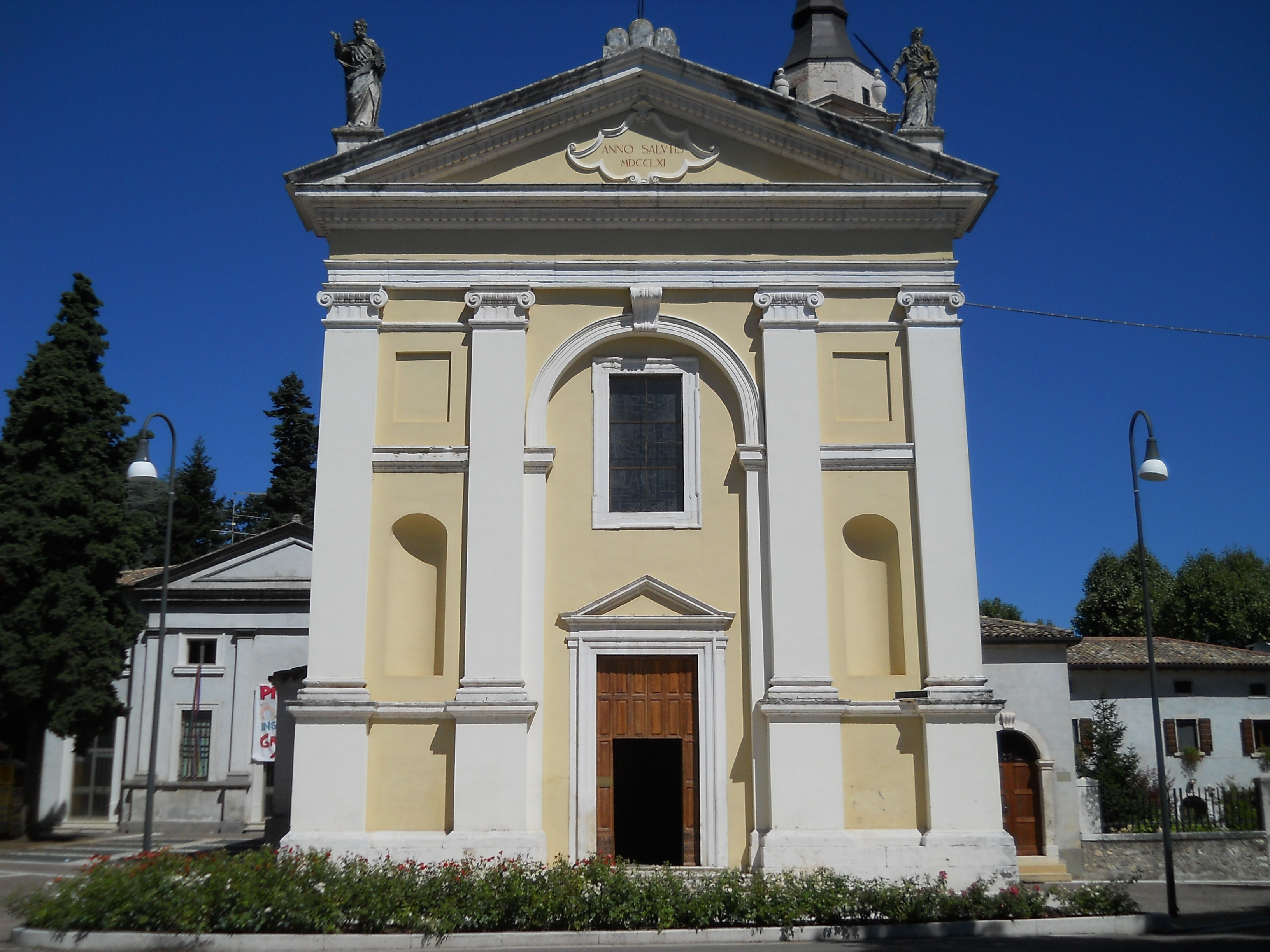
Pfarrkirche San Pietro in Vincoli
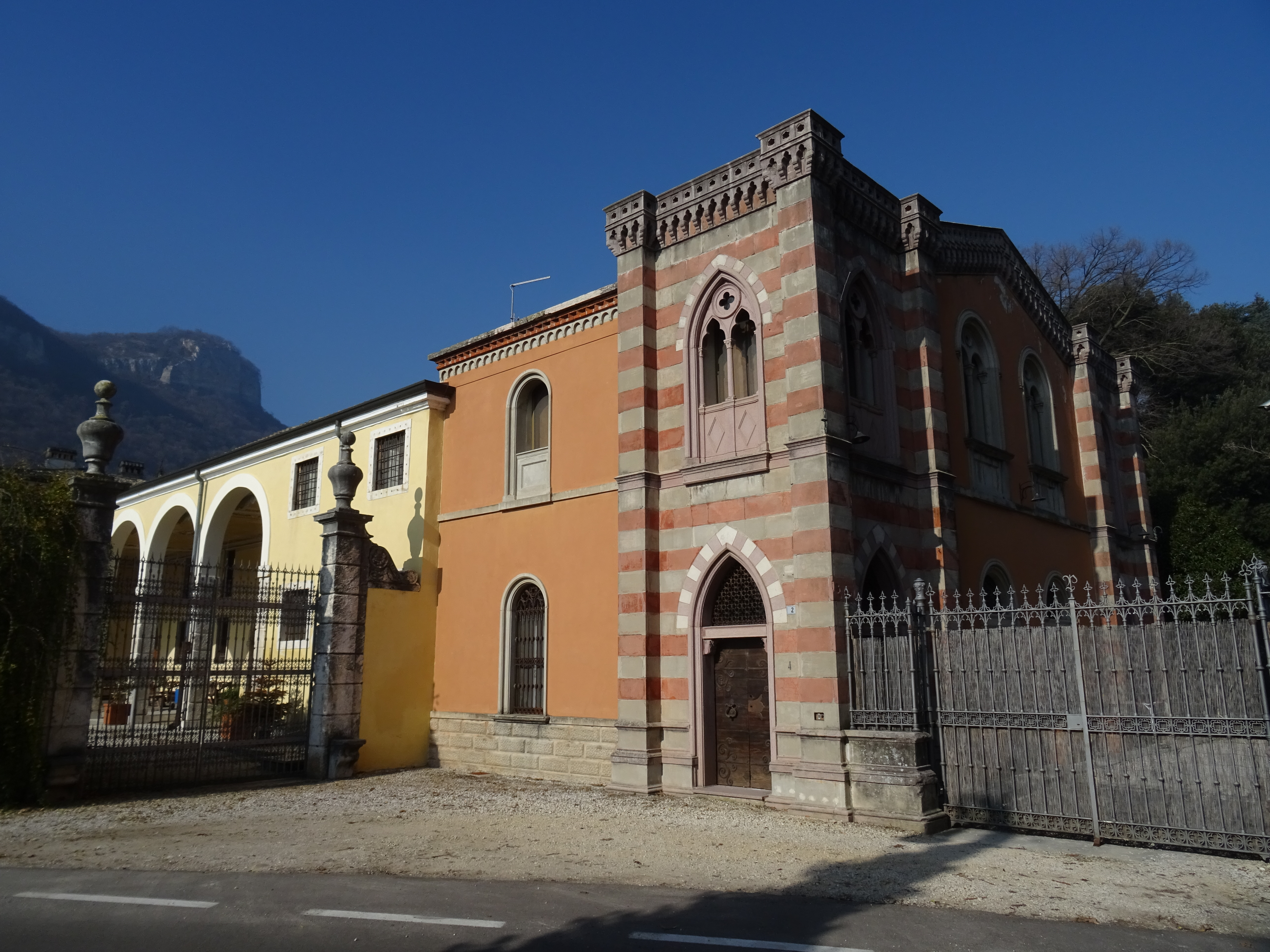
Villa Poggi
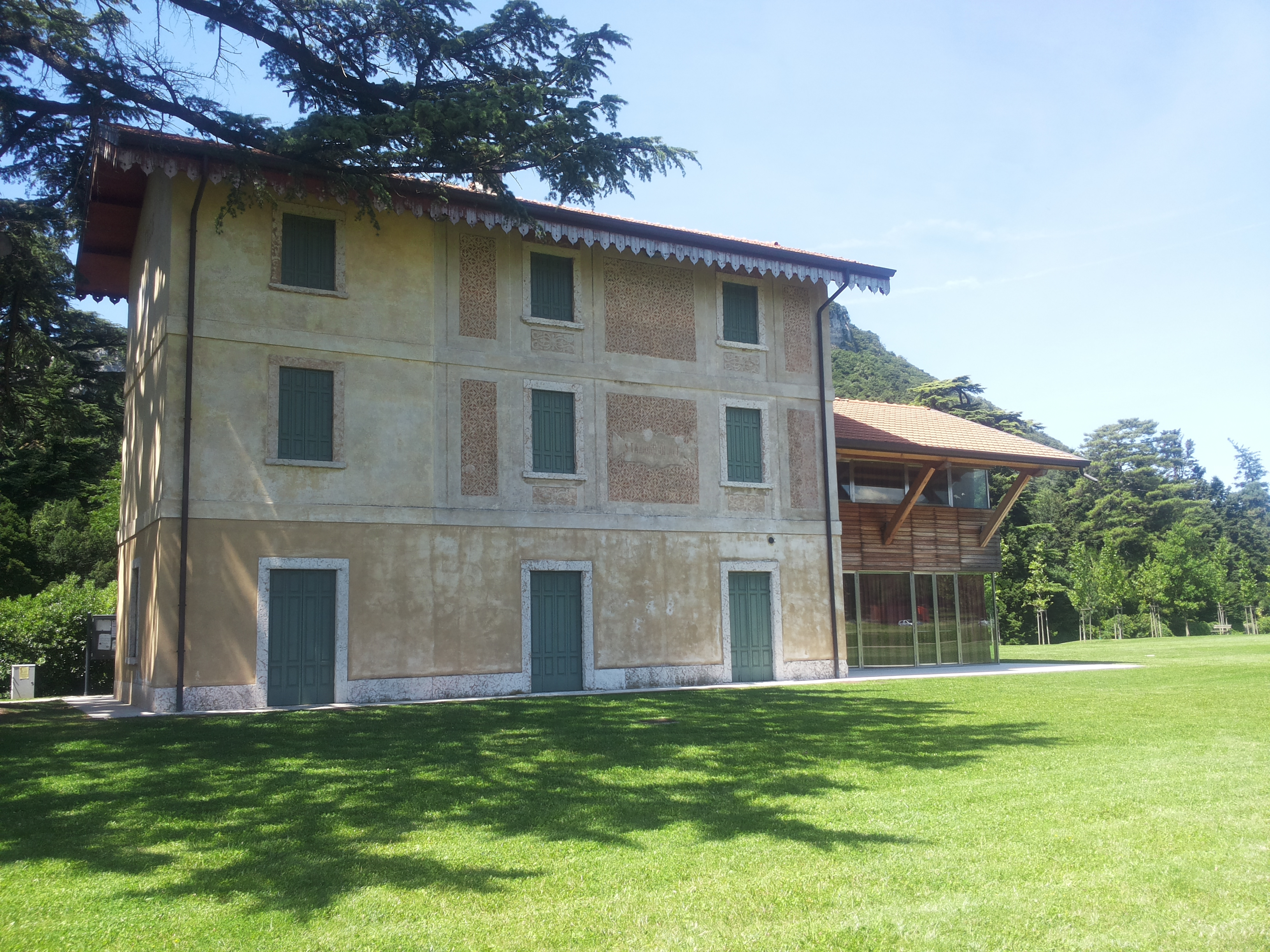
Ehemaliges Bahnhofsgebäude Affi
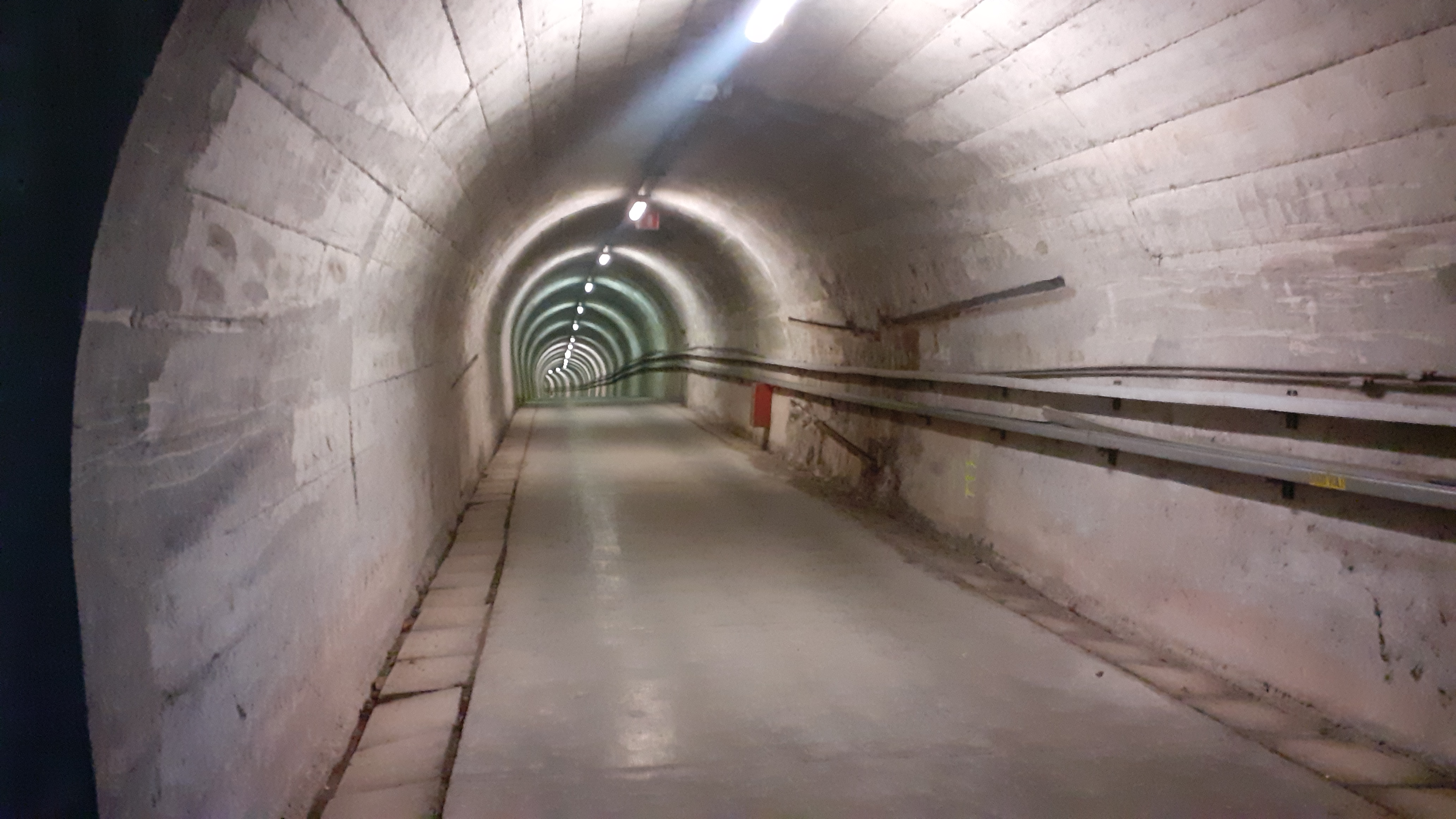
NATO-Bunkeranlage „West Star“